# Pyssysaari (ö i Jyväskylä, Korpilax)
Pyssysaari är en ö i Finland. Den ligger i sjön Päijänne och i kommunen Jyväskylä i Korpilahti by i den ekonomiska regionen  Jyväskylä  och landskapet Mellersta Finland, i den södra delen av landet, 210 km norr om huvudstaden Helsingfors. Öns area är 0,1 hektar och dess största längd är 60 meter i sydöst-nordvästlig riktning.